# Amt Spantekow

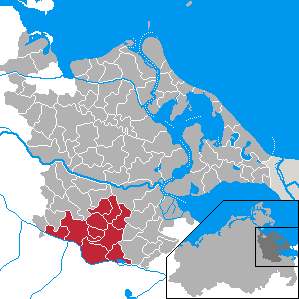
Amt Spantekow im Landkreis Ostvorpommern

Im Amt Spantekow (Landkreis Ostvorpommern in Mecklenburg-Vorpommern) waren seit 1992 die elf Gemeinden Blesewitz, Boldekow, Butzow, Drewelow, Japenzin, Neuenkirchen, Pelsin, Putzar, Sarnow, Spantekow und Zinzow zur Erledigung ihrer Verwaltungsgeschäfte zusammengeschlossen. Der Sitz der Amtsverwaltung befand sich in der Gemeinde Spantekow. Die Gemeinde Zinzow wurde am 1. Januar 1999 nach Boldekow eingemeindet. Am 1. Januar 2005 wurde das Amt Spantekow aufgelöst, dessen verbliebene zehn Gemeinden zusammen mit den Gemeinden der ebenfalls aufgelösten Ämter Ducherow und Krien das neue Amt Anklam-Land bilden.